# Валтурио, Роберто
Роберто Валтурио (итал. Roberto Valturio; 10 февраля 1405, Римини — 30 августа 1475, Римини) — итальянский историк, писатель, инженер эпохи Возрождения.

## Биография
Роберто был сыном Чиччо или Абрамо (Cicco o Abramo) из семьи Валтури, или Валтурибус (Valturibus), переехавшей из Мачерата-Фельтрия (Марке) в 1395 году в Римини. Его старший брат Якопо сделал карьеру в папской администрации (умер в 1437 или 1438 году). Один из сыновей Якопо, Карло, продолжил административную карьеру и позднее был секретарём могущественного правителя Римини Сиджизмондо Пандольфо Малатесты, в то время как другой сын, Манфредо, преподавал грамматику в Болонье. Ещё один брат Роберто — Пьетро — владел замком Торрито недалеко от Сарсина даль Малатеста (Sarsina dal Malatesta).
Роберто, получивший образование от отца, читал лекции по риторике и поэзии с 1427 по 1437 год в Болонском университете (тогда он назывался «Studio»). Вероятно, в 1438 году он переехал в Рим, где, возможно, занял должности, оставленные его племянником Карло.
Вернувшись в Римини в 1446 году, Роберто Валтурио женился на Диане Ладзари и стал членом «частного совета» Сиджизмондо Пандольфо Малатесты. В этом качестве он совершал дипломатические поездки в Рим и пользовался большим уважением современников.
После смерти Роберто Валтурио в 1475 году собранная им библиотека хранилась в монастыре Сан-Франческо, где в 1490 году было построено специальное здание, но позднее библиотека была рассеяна. Захоронение писателя находится в нише бокового фасада Темпио Малатестиано в Римини.

## Творчество
Между 1446 и 1455 годами Валтурио написал свой главный труд — трактат «О военном искусстве» (De re militare) с посвящением Сиджизмондо Пандольфо Малатесте. Книга получила широкое распространение: её копии принадлежали королю Франции Людовику XI, королю Венгрии Матьяшу Корвину, герцогу Урбино Федерико да Монтефельтро, правителю Флоренции Лоренцо Медичи Великолепному (издания 1532, 1534, 1555 годов). Считается, что проекты вооружения, содержащиеся в этой работе, копируют рисунки Леонардо да Винчи, предложенные герцогу Лодовико Сфорца в 1482 году в Милане. Тем не менее, Роберто Валтурио был талантливым инженером-изобретателем. В 1463 году он разработал проект лодки с гребными колёсами.
Валтурио также написал два послания на латыни: первое, в 1461 году, от имени герцога Малатеста, для сопровождения своей работы в дар султану Мухаммед II ибн Ахмед аль-Майит Мухаммеду II (подарок так и не достиг своего назначения), и второе, выражающее соболезнования Фредерику из Монтефельтро на смерть его жены Баттисты Сфорца в 1472 году.
В письме 1455 года он выразил намерение написать рассказ жизни Сиджизмондо Пандольфо Малатесты, который, однако, так и не был написан.